# Mayra Oyuela
Mayra Oyuela (Tegucigalpa, Honduras. 29 de junio de 1982) es poeta, gestora cultural y locutora. Obtuvo el Primer lugar en el IV Concurso poético de la Escuela Nacional de Bellas Artes, 2001. Es miembro fundadora del Colectivo de poetas Paíspoesible. Exintegrante del Taller Altazor y del movimiento Artistas en Resistencia. Publica su primer libro en el 2006 Escribiéndole una casa al barco con la editorial Editorial II Miglior Fabbro.
En el 2016 es seleccionada junto a 37 autoras latinoamericanas para participar en la Antología Transfronterizas/ 38 poetas latinoamericanas, de la Universidad Nacional Autónoma de México (UNAM) que fue presentada en la Feria Internacional del Libro de Guadalajara (México) 2016 y en el 2010 participó en el Festival internacional Poeta por km2, Madrid, España.

## Publicaciones
- Puertos de arribo, Costa Rica 2009.
- Escribiéndole una casa al barco, Honduras, 2006.
- Cuadernillos de Poesía, Honduras, 2006
- "Agua Mala" Costa Rica, 2017
- 'Vaso frío" Proyecto Editorial La Chifurnia, Honduras, 2022 @LaChifurnia

## Antologías
- Transfronterizas/ 38 poetas latinoamericanas, México, 20016.
- Puertas abiertas, México, 2011.
- Cantos de Sirenas, compilación iberoamericana de poesía femenina, 2010.
- 4M3R1C4: Novísima poesía latinoamericana, Chile, 2010.
- 2017 Nueva poesía contemporánea, Argentina, 2009.
- Versofónica, 20 poetas 20 frecuencias, proyecto de audio, 2006.
- Papel de Oficio, Colectivo Paíspoesible, 2006.
- Selección de poesía joven centroamericana, 2005.
- Recopilación poesía andante, Tegucigalpa, 2004.

## Festivales
- "Casa de poesía", Costa Rica 2009
- " Granada" Nicaragua 2009,2014,2017
- Poetas por km², Madrid, 2010
- "Festival de las Artes de  Boyacá" Colombia 2012
- "Poetas del Mundo Latino" México, 2015
- " FIPR " Rosario, Argentina, 2011